# Dold-Mannigfaltigkeit
Dold-Mannigfaltigkeiten sind im mathematischen Teilgebiet der Kobordismustheorie spezielle glatte Mannigfaltigkeiten, welche als Repräsentanten von nicht orientierten und orientierten Kobordismusklassen auftreten. Benannt sind Dold-Mannigfaltigkeiten nach Albrecht Dold, der diese im Jahr 1956 erstmals einführte. Dadurch wurden Lücken bei der Angabe von Repräsentanten von Kobordismusklassen in der Arbeit von Réne Thom geschlossen, der Kobordismen im Jahr 1954 eingeführt hatte.

## Definition
{\displaystyle \mathbb {Z} _{2}} wirkt auf der Sphäre {\displaystyle S^{m}} durch antipodale Identifikation {\displaystyle x\mapsto -x} und auf dem komplexen projektiven Raum {\displaystyle \mathbb {C} P^{n}} durch komplexe Konjugation {\displaystyle z\mapsto {\overline {z}}}. Kombiniert wirkt {\displaystyle \mathbb {Z} _{2}} dadurch auch auf dem Produkt {\displaystyle S^{m}\times \mathbb {C} P^{n}} durch {\displaystyle (x,z)\mapsto (-x,{\overline {z}})}, wobei der Quotientenraum:
{\displaystyle P(m,n):=(S^{m}\times \mathbb {C} P^{n})/\mathbb {Z} _{2}}
eine Dold-Mannigfaltigkeit ist.

## Eigenschaften
- Reelle und komplexe projektive Räume sind Spezialfälle von Dold-Mannigfaltigkeiten durch:
{\displaystyle P(m,0)=\mathbb {R} P^{m};}
{\displaystyle P(0,n)=\mathbb {C} P^{n}.}
- {\displaystyle P(1,2)} generiert die orientierte Kobordismusgruppe {\displaystyle \Omega _{5}^{\operatorname {SO} }\cong \mathbb {Z} _{2}}. Da auch die Wu-Mannigfaltigkeit {\displaystyle \operatorname {SU} (3)/\operatorname {SO} (3)} diese generiert, sind beide orientiert kobordant. Gezeigt werden kann das mithilfe der De-Rham-Invariante, welche genau den Isomorphismus {\displaystyle w_{2}w_{3}\colon \Omega _{5}^{\operatorname {SO} }\xrightarrow {\cong } \mathbb {Z} _{2}} herstellt.
- Für die Dold-Mannigfaltigkeit {\displaystyle P(m,n)} mit erzeugenden Kohomologieklassen {\displaystyle c\in H^{1}(P(m,n),\mathbb {Z} _{2})} mit {\displaystyle c^{m+1}=0} sowie {\displaystyle d\in H^{2}(P(m,n),\mathbb {Z} _{2})} mit {\displaystyle d^{n+1}=0} sind der Kohomologiering und die totale Stiefel-Whitney-Klasse gegeben durch:[1][2]
{\displaystyle H^{*}(P(m,n),\mathbb {Z} _{2})=\mathbb {Z} _{2}[c,d]/(c^{m+1},d^{n+1});}
{\displaystyle w(P(m,n))=(1+c)^{m}(1+c+d)^{n+1}.}

Albrecht Dold dankt Dieter Puppe für die hintere Berechnung nach einer Methode von Wu Wenjun.